# Adrift in Manhattan
Pour plus de détails, voir Fiche technique et Distribution.
Adrift in Manhattan est un film dramatique américain réalisé par Alfredo De Villa (en) et écrit par Nat Moss et Alfredo De Villa, et sorti en 2007.
Le film met en scène une distribution d'ensemble, comprenant notamment Heather Graham, Victor Rasuk, Dominic Chianese, Elizabeth Peña, et William Baldwin. Lors de sa sortie, le film a fait l'objet de critiques mitigées.

## Synopsis
La vie de trois étrangers solitaires qui se croisent pendant le trajet sur les lignes 1 et 9 du métro de New York .